# سيريد (مسرحية)
سيريد (بالإنجليزية: Seared) هي مسرحية كتبها تيريزا ريبيكا أُخرجت في مطبخ المطعم. العرض الأول لها عُقد في مسرح سان فرانسيسكو في سان فرانسيسكو، كاليفورنيا في عام 2017 أنتجت بواسطة مارجريت بيري وببطولة برين دايكسترا.

## القصة
تدور أحداث المسرحية في مطبخ مضطرب وفيه صراعات، حيث يصطدم بطل الرواية هاري بصارع الوصايا في هذه الدراما الايديولوجية مقابل المال مع شقيقه. هاري هو رئيس الطُهاة الذي يرى نفسه ويفخر كثيرا بطبخه، حيث يعمل في مطعم بدأ أخيرا بتحقيق بعض النجاحات.
عندما أحضر ريكه في العمل مايك مستشارًا من الخارج للمساعدة بالعمل، حينها وجد هاري أنه غير قادر على تحمل هذا التغير.

## ارآء النقاد
حصلت مسرحية سيريد على تقييمات إيجابية وُصفت بأنها «دراما الطهي أنجزت على أكمل وجه»، مشيدةً بذكر ومدح المخرج وأداء الممثلين.
وقد قيمت ميركوري نيوز المسرحية على أنها «مليئة بالحوار الذكي... والحب الحقيقي للطعام». ناقدي المسرحية قاموا بنقدها على اأها من أبسط أعمال ريبيك الأخرى، بدون سر أو قصة وبدون الحاجة إلى التطرق لحياة الشخصيات خارج إطار العمل، على الرغم من الحوار الذكي حول طبيعة التوتر في ما إذا كان الشيف هاري سوف يوافق على التغييرات.
وصفها ثيتار دوجز على أنها متوهجة قائلا تبين أن مسرحية سيريد لا تختلف عن الأطباق التي يبتكرها الطهاة فهي مصنوعة بمهارة من أجود المكونات المتاحة ومقدمة بثقة وذوق عاليين. وهي لذيذة ومرضية للغاية مما يجعلها من المأكولات الراقية للدراما المعاصرة.

## روابط خارجية
- الموقع الرسمي